# Pinanga megalocarpa
Pinanga megalocarpa är en enhjärtbladig växtart som beskrevs av Karl Ewald Maximilian Burret. Pinanga megalocarpa ingår i släktet Pinanga och familjen Arecaceae.
Artens utbredningsområde är Sumatera. Inga underarter finns listade i Catalogue of Life.